# Svartröd gylling
Svartröd gylling (Oriolus consanguineus) är en fågelart i familjen gyllingar inom ordningen tättingar.

## Utbredning och systematik
Fågeln delas in i tre underarter med följande utbredning:
- O. c. malayanus – Malackahalvön
- O. c. consanguineus – Sumatra
- O. c. vulneratus – norra och centrala Borneo

Tidigare kategoriserades den som del av Oriolus cruentus, då med det svenska trivialnamnet svartröd gylling. Sedan 2016 urskiljs de dock som två olika arter av Birdlife International och IUCN, sedan 2023 även av International Ornithological Congress. I samband med uppdelningen i två arter flyttades det svenska namnet över till consanguineus, medan cruentus tilldelades det nya namnet javagylling.

## Status och hot
Arten har ett stort utbredningsområde, men tros minska i antal, dock inte tillräckligt kraftigt för att den ska betraktas som hotad. Internationella naturvårdsunionen IUCN listar arten som livskraftig (LC).